# Cehii Tineri
Cehii Tineri (în cehă Mladočeši), sau Národní strana svobodomyslná (Partidul Național Liberal), a fost un partid național-liberal ceh din Austro-Ungaria. S-a desprins în 1874 din Národní strana (Partidul Național al „Cehilor Bătrâni”). În anii 1890 a avut o poziție dominantă în politica cehă. De la începutul secolului al XX-lea s-a descompus într-o mulțime de mici partide și grupuri politice.